# Flustra anguloavicularis
Flustra anguloavicularis is een mosdiertjessoort uit de familie van de Flustridae. De wetenschappelijke naam van de soort is voor het eerst geldig gepubliceerd in 1961 door Kluge.